# Ichneumon vanessae
Ichneumon vanessae är en stekelart som beskrevs av Heinrich Boie 1855. Ichneumon vanessae ingår i släktet Ichneumon och familjen brokparasitsteklar. Inga underarter finns listade i Catalogue of Life.